# Трамвай Комсомольська-на-Амурі
Трамвай Комсомольська-на-Амурі  — не діюча, з 1 жовтня 2018 року, трамвайна мережа в Комсомольську-на-Амурі. Була крайньою східною трамвайною мережею в Росії. 

## Історія
Трамвайний рух в місті було відкрито 6 листопада 1957 року. Рух відкривали вагони КТМ / КТП-1 на ділянці завод «Амурсталь» — селище Милка.
У 1958 році прокладена лінія від площі Металургів до вулиці Пермської (Набережна).
5 грудня 1961 року відкрився рух на ділянці площа Металургів — Дземгі.
З 1 квітня 2018 року, в зв'язку з реконструкцією Комсомольського шосе, скасований маршрут № 5, що зв'язує Центральний і Ленінський райони міста. В даний час проводяться роботи по демонтажу рейок і контактної мережі протягом від площі Металургів до вулиці Уральської. У місті залишалося 3 маршрути, усі в Центральному районі.
З 1 жовтня 2018 року трамвайний рух припинено через відсутність коштів на ремонт аварійного шляхопроводу на проспекті Миру на шляху трамваїв з депо на маршрути. Про терміни відновлення трамвайної системи не відомо.

## Маршрути
Трамвайні перевезення здійснювало МУП «Трамвайне управління» (МУП ТУ).
| Перелік трамвайних маршрутів | Перелік трамвайних маршрутів | Перелік трамвайних маршрутів | Перелік трамвайних маршрутів |                    |
| №                            | Пункт відправлення           | Пункт прибуття               | Дата закриття                |                    |
| Скасовані маршрути           | Скасовані маршрути           | Скасовані маршрути           | Скасовані маршрути           | Скасовані маршрути |
| ---------------------------- | ---------------------------- | ---------------------------- | ---------------------------- | ------------------ |
| 0                            | Площа Металургів             | Вулиця Амурська              |                              |                    |
| 1                            | Залізничний вокзал           | Селище Амурсталь             | 1 жовтня 2018                |                    |
| 2                            | Залізничний вокзал           | Річковий вокзал              | 1 жовтня 2018                |                    |
| 3                            | Річковий вокзал              | Селище Амурсталь             | 1 жовтня 2018                |                    |
| 4                            | Річковий вокзал              | Дземгі                       | 1 жовтня 2018                |                    |
| 5                            | Площа Металургів             | Дземгі                       | 1 квітня 2018                |                    |
| 6                            | Милкі                        | Амурсталь                    | Гіпотетичний маршрут         |                    |

## Рухомий склад
Станом на 1 жовтня 2018 року мав найбільшу кількість вагонів РВЗ-6М2 серед всіх трамвайних систем Росії — 16 одиниць, ці вагони є основою рухомого складу.
| Пасажирський рухомий склад |                      |                      |           |                                                    |                                                            |
| Фото                       | Модель               | Модель               | Кількість | Бортові номери                                     | Примітка                                                   |
|                            | РВЗ-6М2              | РВЗ-6М2              | 16        | 05—07, 21-22, 24, 141, 143, 146, 149, 153, 161—165 |                                                            |
|                            | КТМ-5М3              | КТМ-5М3              | 9         | 32-40                                              | Деякі модернізовані зі зміною системи управління           |
|                            | ЛМ-93                | ЛМ-93                | 10        | 14-17, 41-46                                       | Частина вагонів модернізована зі зміною системи управління |
|                            | ЛМ-99                | ЛМ-99                | 2         | 100, 101                                           |                                                            |
|                            | Всього:              | Всього:              | 37        |                                                    |                                                            |
| Службовий рухомий склад    |                      |                      |           |                                                    |                                                            |
|                            | ГС-4 (КРТТЗ)         | ГС-4 (КРТТЗ)         | 5         | 2—6                                                |                                                            |
|                            | ВТК-24               | ВТК-24               | 1         | 7                                                  |                                                            |
|                            | Мережевимірювач НТТЗ | Мережевимірювач НТТЗ | 1         | 1851                                               |                                                            |
|                            | ТК-28)               | ТК-28)               | 1         | 123                                                |                                                            |
|                            | Всього:              | Всього:              | 8         |                                                    |                                                            |

## Вартість проїзду
| Динаміка вартості проїзду        | Динаміка вартості проїзду | Динаміка вартості проїзду |
| Дата встановлення тарифу         | Вартість, руб.            |                           |
| -------------------------------- | ------------------------- | ------------------------- |
| З квітня 2011                    | 13,00                     |                           |
| 15 березня 2013                  | 14,00                     |                           |
| 10 квітня 2014                   | 15,00                     |                           |
| 10 квітня 2015                   | 18,00                     |                           |
| 21 квітня 2016 — 30 вересня 2018 | 21,00                     |                           |